# Cephalotoma perdepressa
Cephalotoma perdepressa är en skalbaggsart som beskrevs av Pierre Lesne 1937. Cephalotoma perdepressa ingår i släktet Cephalotoma och familjen kapuschongbaggar. Inga underarter finns listade i Catalogue of Life.